# Calantica kruegeri
Calantica kruegeri is een rankpootkreeftensoort uit de familie van de Calanticidae. De wetenschappelijke naam van de soort is voor het eerst geldig gepubliceerd in 1932 door Hiro.